# Ronaldo Alves
Ronaldo Luiz Alves, mais conhecido como Ronaldo Alves, (Bebedouro, 9 de julho de 1989), é um futebolista brasileiro que atua como zagueiro. Atualmente, joga pela Ferroviária.

## Carreira
Revelado no Atlético Paranaense, o jovem defensor chamou a atenção do Internacional, e foi contratado para o time B.
Estreou em um jogo válido pelo Gauchão e, posteriormente, ganhou mais algumas chances no time principal. Para 2011, Ronaldo Alves disputava uma vaga na zaga do time principal colorado, mas uma lesão o afastou dos planos do clube colorado.

### Náutico
Ao final dos estaduais, é anunciado seu empréstimo ao Náutico.

### Retorno ao Internacional
Em 2013 foi anunciado o seu retorno ao Internacional para a disputa do Gauchão, devido à dispensa do defensor Bolívar.

### Criciúma
Em 2014, foi contratado pelo Criciúma.

### Avaí
Em janeiro de 2015 é anunciado como novo reforço do Avaí. 

### Retorno ao Náutico
Em 27 de abril de 2015, horas após ter deixado o Avaí, acertou seu retorno ao Náutico para tentar levar o acesso de volta a elite no Campeonato Brasileiro de Futebol de 2015 - Série B, feito ocorrido em 2011. Apesar de o Náutico não conseguir o acesso a boa campanha e a renovação com a zaga titular (Alves, Fabiano Eller e Rafael Pereira) fizeram com que Ronaldo renovasse com o Náutico para 2016.

### Sport Recife
No dia 20 de junho de 2016, Ronaldo Alves assinou um contrato com o Leão até dezembro de 2018, chegou para reforçar a equipe na disputa do Campeonato Brasileiro da Série A. O Timbu ganhou mais de R$ 1.000.000,00 com a negociação.

### CSA
No dia 12 de fevereiro de 2019, Ronaldo assina um contrato pelo CSA.

### Segundo Retorno ao Náutico
Em 9 de de dezembro de 2019, Ronaldo Alves assina um contrato pelo Náutico.

## Títulos
Internacional
- Campeonato Brasileiro 2005: 2010
- Copa FGF: 2010
- Taça Farroupilha: 2011 e 2013
- Campeonato Gaúcho: 2011 e 2013
- Taça Piratini: 2013

Náutico
- Copa Pernambuco: 2011
- Campeonato Pernambucano: 2021

Sport
- Taça Ariano Suassuna: 2017, 2018
- Campeonato Pernambucano: 2017

CSA
- Campeonato Alagoano: 2019

### Prêmios individuais
- Seleção do Campeonato Pernambucano: 2016

### Artilharias
- Artilheiro do Campeonato Pernambucano:2016